# Escola cartogràfica mallorquina

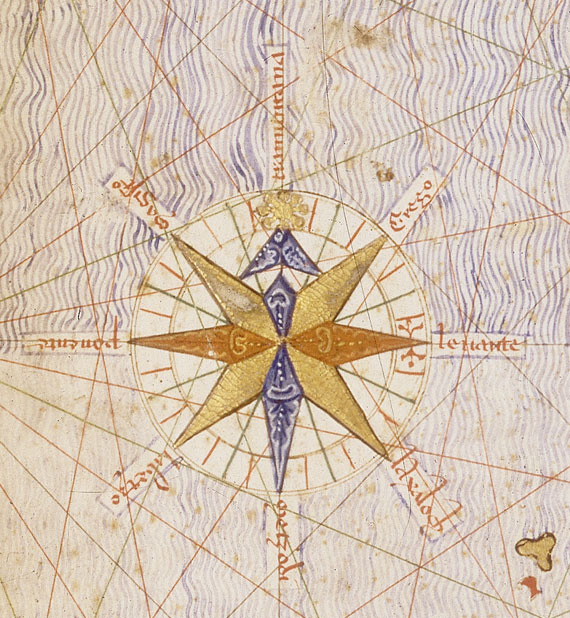
Detall de l'atles català, la primera rosa dels vents mostrada en un mapa. Observi's l'Estel Polar ajustat al N.

Escola cartogràfica catalana o escola dels cartògrafs catalans és el terme encunyat per diferents autors, entre ells Leo Bagrow al seu llibre History of Cartography, (on Ramon Llull és definit com a català de Mallorca), en parlar dels portolans catalans i dels cartògrafs catalans, part important de la ciència medieval catalana: un grup de cartògrafs, cosmògrafs i constructors d'instruments de navegació catalans, dels segles XIII al XVII, molts d'ells jueus o jueus conversos (apart d'alguns cristians associats), que van florir i que van treballar a algun lloc del "Territori Català en general" o fins i tot al continent europeu (p.e. Marsella, Messina i Nàpols).
Una prova palesa de l'ús acadèmic correcte del terme Cartografia Catalana és el nom d'Atles Català mantingut fins avui dia, per a definir un mapa que s'atribueix a un autor mallorquí. Tot i això, molts autors han triat l'etiqueta escola cartogràfica mallorquina, que de fet, inclou una part molt important de l'anterior, és a dir, als cartògrafs catalans de Mallorca, predominantment jueus, dels segles XIII, XIV i XV, que van estar actius fins a la conquesta de Granada, amb l'arribada de la Inquisició i l'expulsió dels jueus per part dels Reis Catòlics.
L'escola cartogràfica catalana sol ser contrastada freqüentment amb la seva contemporània: l'escola cartogràfica italiana, tot i que aquest nom està impròpiament atribuït, atès que Itàlia, com a nació, no va existir fins al 1861,. Així doncs, si es parla de l'escola mallorquina s'hauria de parlar de dues escoles cartogràfiques a Itàlia: la genovesa i la veneciana.

## Orígens

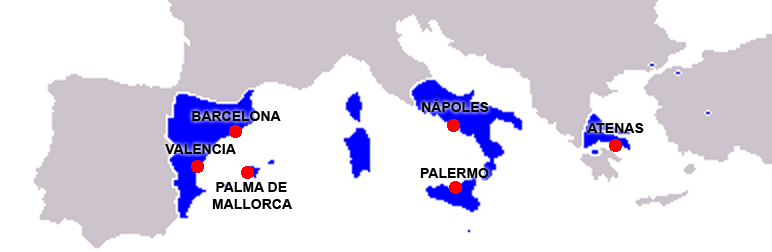
Territoris controlats per Pere el Cerimoniós, c. 1350

Segons alguns estudiosos (entre ells Adolf Erik Nordenskjöld), els catalans van ser els responsables de la invenció (c. 1300) d'un "portolà normal" (o "carta portolana normal"), que era una carta nàutica detallada i realista, quadriculada amb una xarxa de rumbs, amb les línies de vents que s'utilitzaven per deduir el rumb exacte a seguir per a la navegació entre dos punts donats. Que hauria estat feta per cosmògrafs i cartògrafs catalans, fruit de l'experimentació i desenvolupament de les seves pròpies tècniques cartogràfiques.
Altres autors, entre ells Rey Pastor, mantenen la teoria de que el "portolà normal" no podia venir d'observacions fetes amb la brújola, ja que no té prou precisió angular, i el fan descendent d'un mapa dibuixat en temps de l'Imperi romà, en que es disposava d'unes tècniques d'agrimensura molt precisa per a la seva xarxa de vies romanes. El "portolà normal" s'hauria aconseguit per la relació catalana amb Constantinople, quan Roger de Llúria fou nomenat primer Mega-Duc i després Cèsar.

### Mapa deJuli CèsariOctavi August
L'any 44 aC, Juli Cèsar va ordenar cartografiar tot l'imperi, però va morir abans que la tasca fos finalitzada.
- Els treballs començaren l'any 44 aC, quan Juli Cèsar i Marc Antoni eren cònsols, i duraren 25 anys. L'any 19 aC, sota la supervisió de Sentius Saturninus i Lucretius Cinna, el projecte es considerà finalitzat.[10][11]

### Mapa d'Agripa
Agripa, a més de dedicar-se a moltes altres activitats, era un estudiós de la geografia. Basant-se en els treballs previs va concebre un mapa del món conegut que es “pintaria” en un pòrtic que volia construir a Roma.
Segons descripcions posteriors (entre altres de Plini el Vell), el Pòrtic Vipsania fou en gran part construït per la seva germana i inaugurat per August. El mapa fou pintat i estava exposat al públic.
- No és clar si aquell mapa era circular, el·líptic o rectangular. Fins i tot hi ha estudiosos que opinen que es tractava de tres mapes rectangulars.[12][13][14]

### Carta romana d'Orient de 1081?
Aparentment Aleix I Comnè va dibuixar i trametre un mapa de les costes properes a Durrës al seu almirall Isaac Contostéfano.
La carta incloïa la costa oriental (Il·líria) i la costa occidental de l'Adriàtic. L'emperador romà d'Orient va indicar altres detalls de navegació: ancoratges segurs, vents favorables i contraris, etc.

### 1270. Primer esment d'una carta portolana
El primer document que dona testimoni de l'ús d'una carta nàutica a bord d'un vaixell parla del viatge per mar del rei Lluís IX de França en la Vuitena Croada. Els pilots genovesos són consultats sobre la posició de la nau del rei després d'una tempesta i comproven la situació estimada en una carta marina.
| «                                      | ...Super quo navis principes coram rege euocati, de loco ubi tunc aderant interrogati, sub dubio responderunt. Dixerunt enim quod credebant esse prope terram, et multum mirabantur quod tam tarde suis aspectibus appareter. Unde allata mappa mundi, regi situm terrae portus Callarici et vicinitatem propinqui littoris ostendetur.... | » |
| — Gesta Ludovici. Guillaume de Nangis. | |   |

### Portolans catalans
Els portolans, que van aparèixer sobtadament després del 1300, constitueixen una gran evolució sobre tots els mapes anteriors coneguts. A diferència del mapamundi circular de la tradició acadèmica cristiana, el portolà es va orientar cap al nord, i es va centrar en una representació realista de les distàncies geogràfiques amb un grau de precisió que és sorprenent, fins i tot per als estàndards moderns. Els historiadors especulen que el portolà es va dibuixar a partir de la informació de primera mà dels navegants i comerciants, possiblement ajudats per astrònoms, i van ser orientats per al seu ús en la navegació, en particular, traçant les rutes de navegació mitjançant la brúixola.
Catalunya (i la seva illa de Mallorca), situada a l'extrem oest del Mediterrani, tenia una llarga història dins l'entorn de la navegació. Comerciants musulmans i jueus van participar en un intens comerç a través del Mar Mediterrani, amb Itàlia, Egipte i Tunísia, i al segle xiv el seu comerç va entrar a l'Atlàntic, arribant fins a Anglaterra i els Països Baixos. Mallorca, governada com a regne musulmà independent durant bona part de l'Alta Edat Mitjana, va passar a domini cristià el 1231 conquistada per Jaume I, encara que en llegar-la al seu fill va conservar la seva independència com a Regne de Mallorca per etapes: amb Jaume II 1276-1285, sense ell 1285-1294 i amb vassallatge (Pau d'Anagni) de 1295 al 1344, quan va ser annexionada permanentment per Pere Terç, a la seva Corona. Això va coincidir amb un període d'expansionisme dels hereus de Jaume I a través del Mediterrani que van conquistar Sardenya i Còrsega, Sicília i Grècia (Atenes i Neopatria), en el qual l'experiència nàutica, cartogràfica i mercantil catalanes van tenir molta importància. Frares i marins catalans van encapçalar la colonització de les Illes Canàries tot just descobertes a l'Atlàntic, fundant el bisbat de Telde que va durar des de 1340 fins a la dècada de 1410, amb el final del cisma d'Avinyó.

## Controvèrsia sobre l'origen del portolà

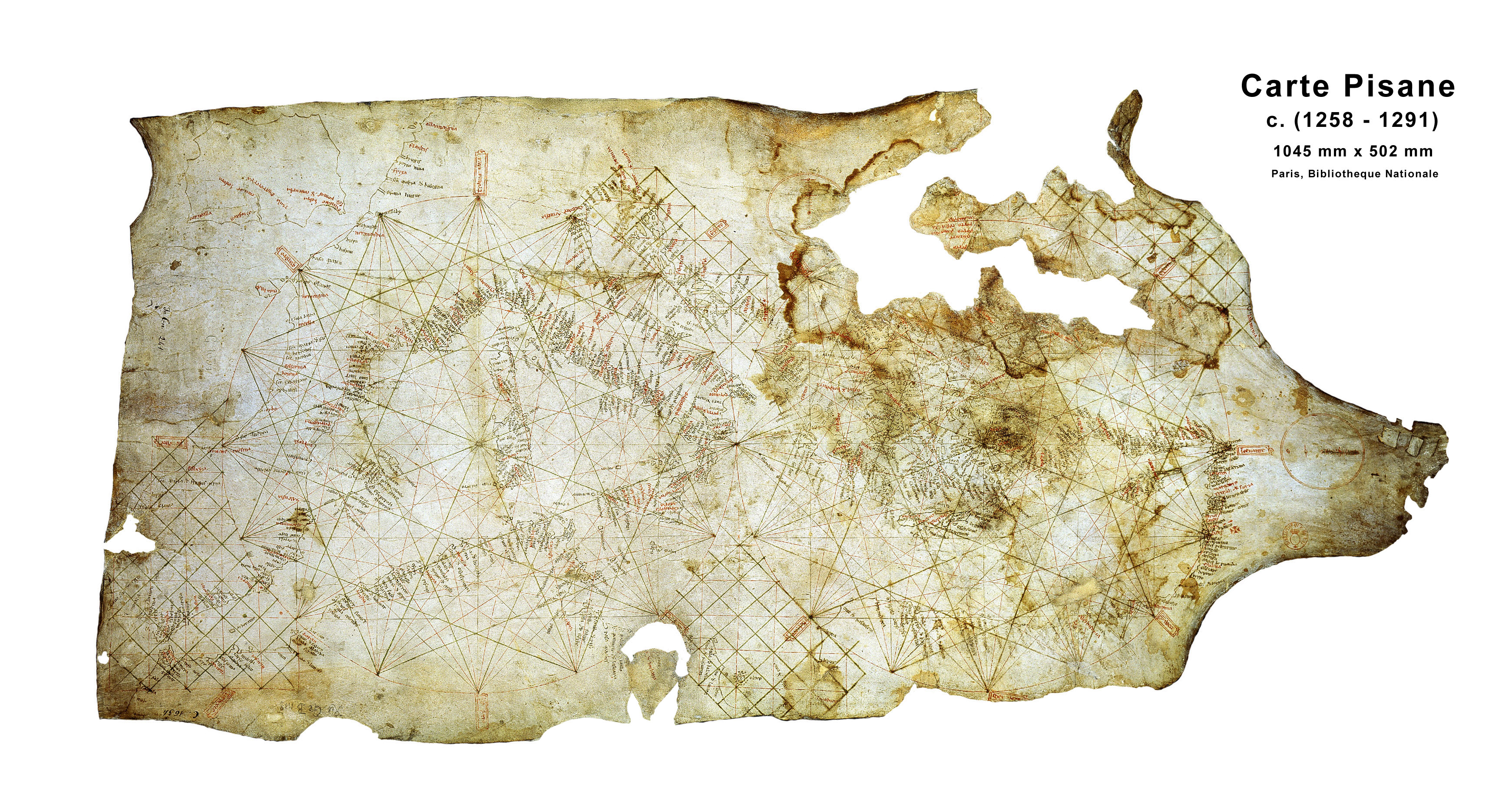
Fotografia de la Carta Pisana

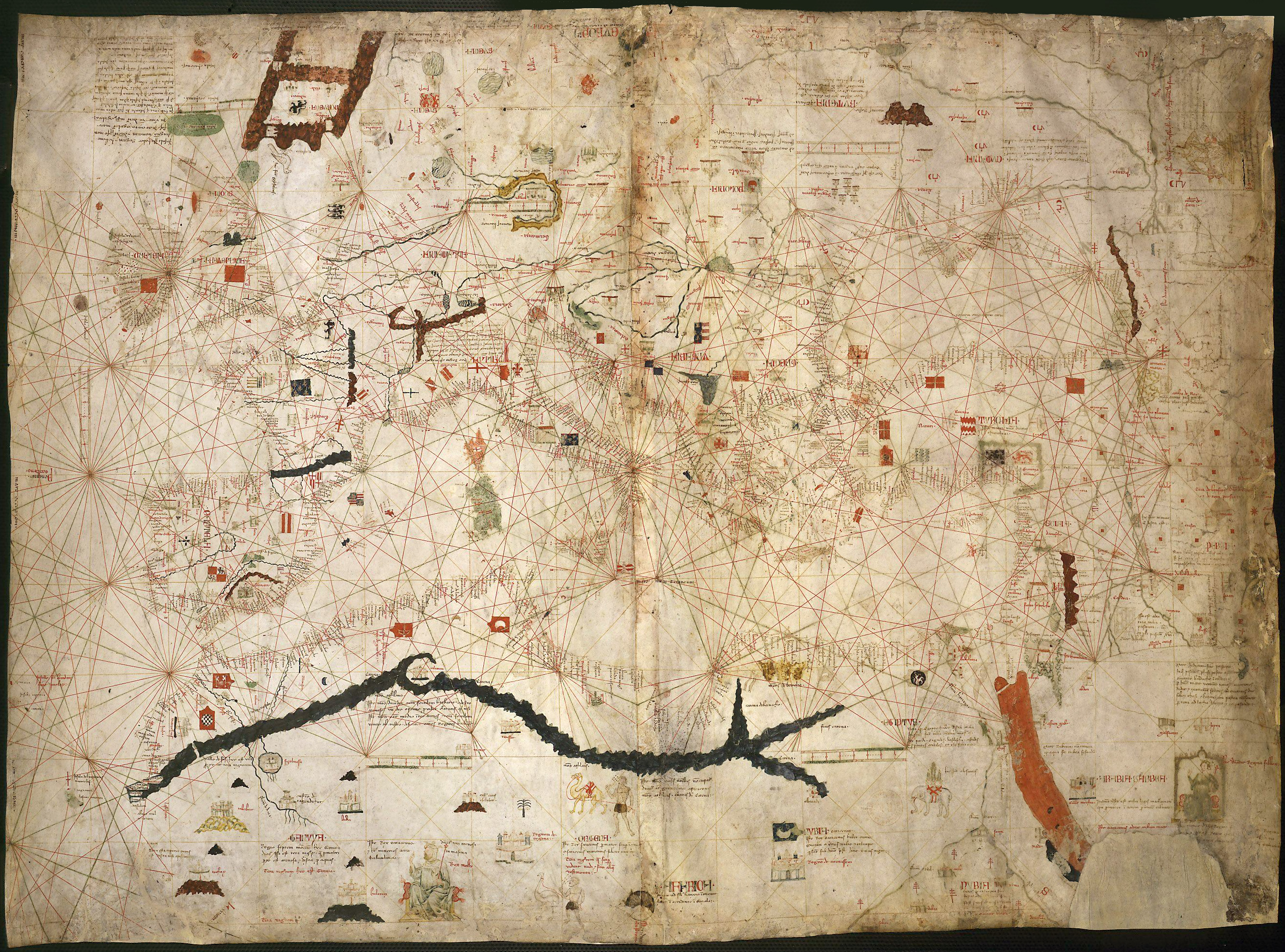
Carta portolà d'Angelino Dulcert, signat a Mallorca l'any 1339

Tant Catalunya com Gènova han reclamat la invenció del portolà, i és poc probable que aquesta qüestió arribi a resoldre's algun dia. De les poques cartes que han sobreviscut fins als nostres dies, la Carta Pisana, una carta portolana, feta a finals del segle xiii (1275-1300), és la carta nàutica més antiga que es conserva. Els primers els existents, des de la primera meitat del segle xiii, semblen haver estat construïts pels cartògrafs genovesos, amb els gràfics mallorquins fent la seva aparició només a la segona meitat del segle. Com a resultat, molts historiadors han argumentat que la cartografia mallorquina derivat dels genovesa, citant la misteriosa figura d'Angelino Dulcert, com un possible immigrant genovès (sense poder-ho demostrar) que treballava a Mallorca en els anys 1330, com l'intermediari clau en la transmissió.
Els catalans van ser grans navegants i cartògrafs. El seu coneixement geogràfic es va obtenir a partir de la seva pròpia experiència i es va desenvolupar en un ambient multicultural. Comerciants musulmans i jueus van participar en un intens comerç amb Egipte i Tunísia, i al segle xiv van començar a fer negocis amb Anglaterra i Holanda. Aquests grups no estaven limitats per les regles imposades pel marc cristià, i els seus mapes estaven molt per davant del seu temps. El professor Gerald Crone, autor de llibres sobre la cartografia medieval, va dir d'aquests cartògrafs, que "... es van llançar fora dels límits de la tradició i anticipen els assoliments del Renaixement". Els mapes que van fer eren molt benvolguts pels prínceps i governants catalans i d'altres països. Els mapes realitzats a Mallorca eren fàcils de reconèixer per les seves il·lustracions de colors brillants de característiques i representacions-retrats de governants estrangers significatius geogràficament.
D'altra banda, alguns estudiosos han abraçat la hipòtesi primera remesa per AE Nordenskiöld, que les llistes de supervivents són enganyoses, que els mapes més antics genovesos són còpies simplement fidels d'un prototip conjecturat (ara perdut), recopilat al voltant del 1300 per un desconegut cosmògraf de Mallorca, possiblement amb la participació de Ramon Llull. Una posició intermèdia reconeix la prioritat genovesa, però insisteix en el fet que l'escola mallorquina va tenir un origen autònom, en el millor dels casos "inspirada" (però no derivada) de la genovesa. Recerques recents s'inclinen cap a la primera interpretació, però al mateix temps frenen algunes de les reclamacions italianes més extremes i reconeixen el desenvolupament distintiu mallorquí.

## Estil català

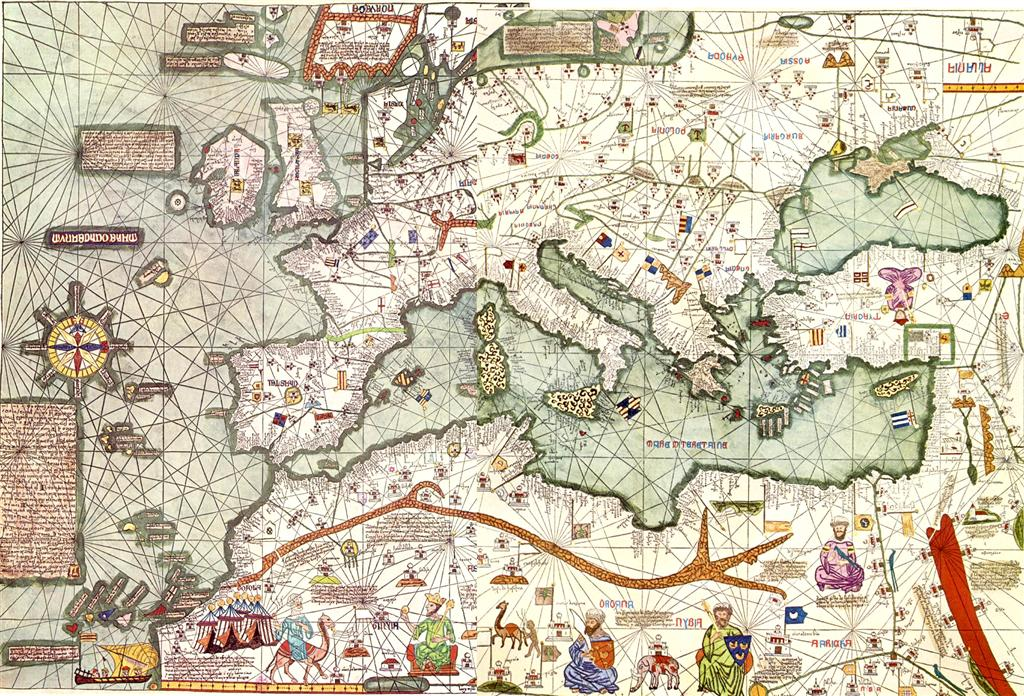
Una part de l'Atles català creat pel cartògraf de Mallorca Abraham Cresques

Sense importar l'origen exacte, els historiadors coincideixen que els mallorquins van desenvolupar el seu propi estil distintiu o "escola" de cartografia portolana, que pot distingir-se de la "escola italiana". Ambdós estils de portolans, italians i mallorquins es van centrar en la mateixa àrea geogràfica, àrea de vegades anomenada del "portolà normal": el Mar Mediterrani, el Mar Negre i la costa de l'oceà Atlàntic fins a prop de Flandes - en poques paraules, l'àrea per la qual viatjaven amb freqüència els comerciants i mariners catalans contemporanis.
Amb el temps, mentre el coneixement nàutic avançava, alguns cartògrafs començaren a estirar els límits geogràfics del portolà normal, incloent una franja més gran de l'oceà Atlàntic incloent les illes de l'Atlántic (reals i mítiques), un tram més llarg de la costa d'Àfrica occidental cap al sud, el Mar Bàltic al nord i el Mar Caspi a l'est. No obstant això, el focus central es va mantenir en tot moment en el Mediterrani i l'escala rares vegades va canviar.
L'estil català, amb uns inicis ja perceptibles en la carta de 1339 d'Angelino Dulcert i amb un epítom en l'Atles Català de 1375 (atribuït al cartògraf mallorquí Abraham Cresques), conté una gran quantitat de detalls i l'interior esta replet de riques il·lustracions acolorides que representen ciutats, muntanyes, rius i algunes persones en miniatura. Entre les persones en miniatura que es troben habitualment en molts mapes catalans, hi ha representacions dels comerciants de la Ruta de la Seda, de la ruta transsahariana, l'Emperador de Mali assegut sobre una mina d'or i la nau de Jaume Ferrer, navegant cap el Riu d'Or.

### Característiques
Característiques per excel·lència replicades en gairebé tots els Portolans Catalans: 
- Notes i etiquetes disperses escrites en català
- El Mar Roig pintat de vermell
- Les muntanyes de l'Atles representades com una palmera
- Els Alps dibuixats com una pota de gall
- El Tajo com un bastó de pastor, amb una corba al voltant de Toledo.
- El Danubi com una cadena d'enllaços o monticles.
- Bohèmia com una ferradura
- L'illa canària de Lanzarote acolorida amb una Creu de Sant Jordi (creu vermella sobre fons blanc).
- L'illa de Rodes també acolorida amb un escut amb una creu.
- L'escut amb els pals vermells de la senyera reial replicada tantes vegades com fos possible, de vegades, incloent-ne una cobrint la totalitat de l'illa de Mallorca.
- La rosa dels vents, de vegades amb els noms dels vents, en algun lloc del mapa, i amb un Estel Polar marcant el nord.[27]

## Membres
Els principals membres de l'escola catalana de cartografia inclouen:
- Angelino Dulcert (fl 1339.) - Segons alguns autors<. possible immigrant genovés.
- Abraham Cresques (fl. 1375)
- Jehuda Cresques ("Jaume Ribes" / "Jacobus Ribes")
- Haym Ibn Risch ("Joan de Vallsecha")
- Guillem Soler (fl. 1380)
- Macià de Viladesters (fl. Anys 1410)
- Jacomé de Mallorca (1420?) - Es va traslladar a Portugal
- Gabriel de Vallseca (fl.1430s-40s)
  - L'any 1433, en un contracte amb el mercader Jaume Torrella es comprometé a lliurar 28 cartes de navegar "bones et suficients" en el termini de sis mesos, per 70 lliures.[28][29]
- Pere Rosell (fl.1460s)
- Jaume Bertran (. Fl dècada de 1480).
- Joan Martines (mapa fet a Messina, 1580)

## Portolà català vs. portolà italià

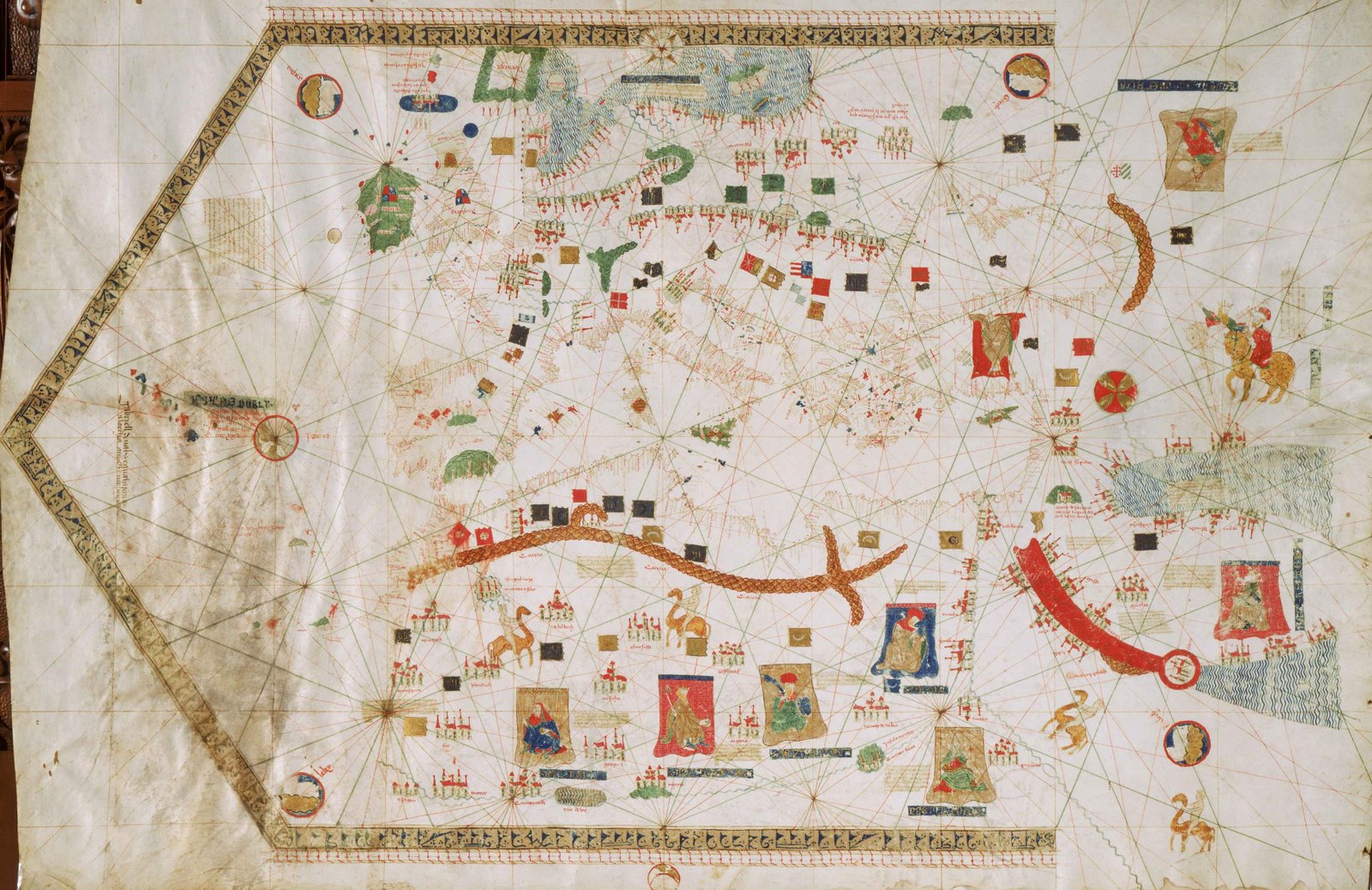
Mapa de 1439 de Gabriel Vallseca.

La producció de portolans medievals es pot dividir en dues grans escoles: la catalana i la Italiana. La principal producció cartogràfica catalana es va fer a Mallorca i Barcelona,mentre que els cartògrafs italians provenien principalment de Gènova i de Venècia sense oblidar Pisa amb la seva Carta Pisana. Al costat d'aquestes dues escoles principals, alguns mapes van ser fets a Portugal, però no hi ha exemples que hagin sobreviscut.
La distinció entre l'escola catalana i la italiana és una distinció d'estil i no pas de rang. Els portolans italians eren senzills i poc decorats, estrictament centrats en el detall de la costa, amb les zones de l'interior en gran part o totalment buides, i molt poques il·lustracions.
A diferència d'Itàlia, on l'artesania de fabricació d'instruments i l'artesania cartogràfica estaven separades, la majoria de cartògrafs catalans també van treballar com inventors i constructors d'instruments nàutics - sovint apareixen en els registres notarials, com mestres-cartògrafs i com ' 'bruixolers' '("fabricant de brúixoles"). Alguns també eren cosmógrafs aficionats o professionals, amb experiència en astrologia i astronomia, amb freqüència insereixen calendaris astronòmics en els seus atles.
Encara que l'escola italiana es va adherir al seu estil auster, alguns cartògrafs italians posteriors, com els germans Pizzigani i Battista Beccario, van jugar amb temes mallorquins i van introduir algunes de les seves característiques en els seus propis mapes.
Alguns historiadors volen fer la distinció entre els mapes italians com a "nàutics" i els mapes mallorquins com "nàutic-geogràfics", tanmateix, és important tenir en compte que els portolans mallorquins no van sacrificar la funció nàutica essencial dels seus portolans. Llevant les il·lustracions d'entreteniment,s, i els mapes mallorquins són tant detallats i utilitzables a nivell nàutic com ho puguin ser els italians.
El primer mapa conegut de l'escola mallorquina va ser fet per Angelino Dulcert el 1339. Fins i tot en aquest primer treball, totes les característiques distintives de l'Escola Cartogràfica catalana ja hi estan presents. Dulcert va fer dibuixos precisos, colorits que mostren tots els detalls topogràfics incloent rius, llacs, muntanyes, etc. Les notes que descriuen el mapa estan escrites en llatí. Cal remarcar que els cartògrafs més famosos de l'escola catalana són Jueus.

## Atles Català d'Abraham i Jehuda Cresques

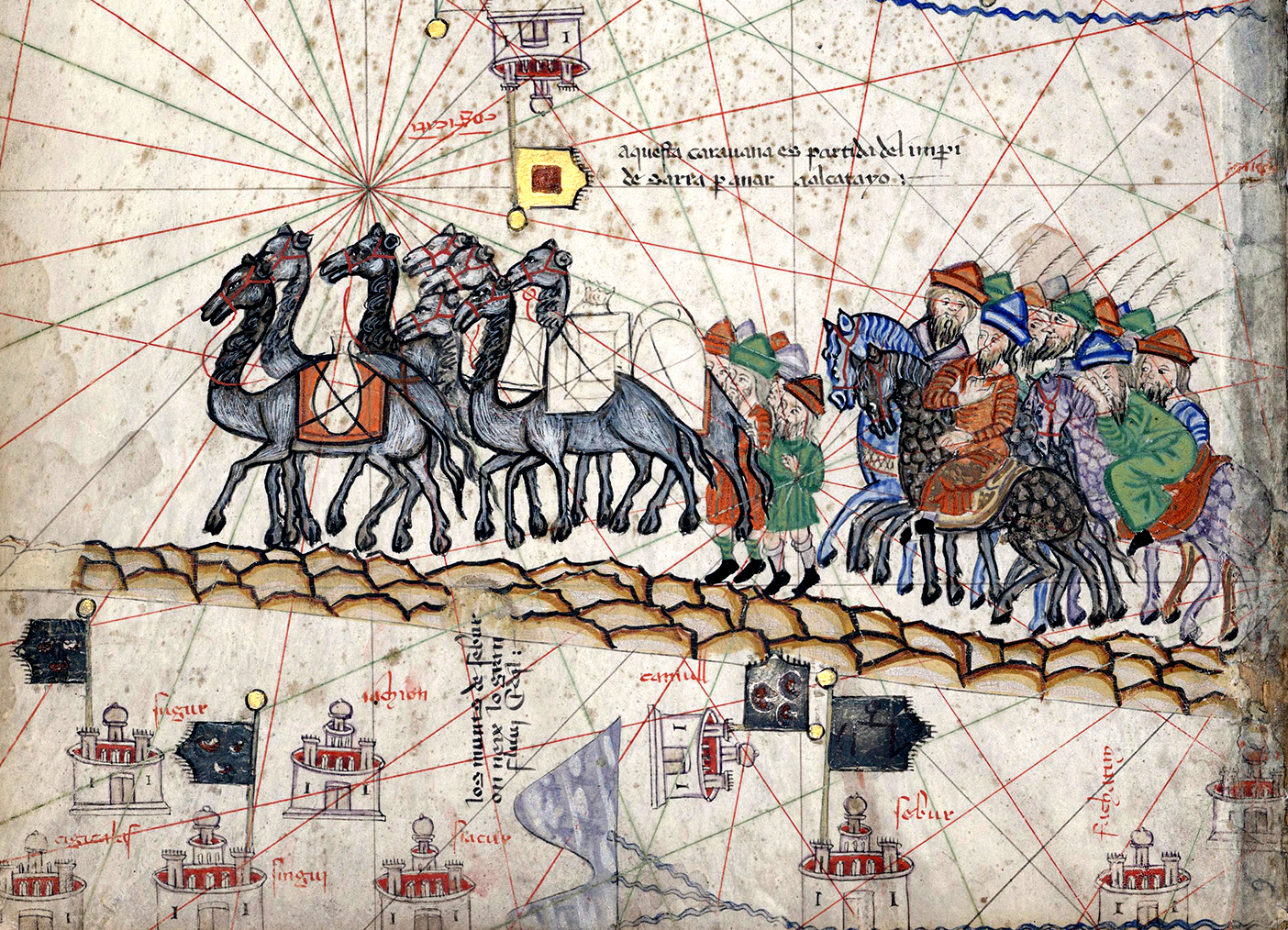
caravana de Marco Polo de l'Atles Català

Abraham Cresques també conegut com, Cresques el jueu, va ser nomenat Mestre de Mapes i Brúixoles de Joan el Caçador. Els diners que va obtenir pel seu nomenament van ser utilitzats per a construir uns banys per a Jueus a Palma.
Entre 1374 i 1375 Abraham i el seu fill Jehuda van treballar en un encàrrec especial: Joan I va comunicar als seus consellers que volia aconseguir un mapa, amb l'Estret de Gibraltar, la costa atlàntica i el propi oceà. El mapa que van fer ha rebut modernament el nom d'Atles Català, i és el Mapa català. més important de l'època medieval.
Les dues primeres fulles, que formen la part oriental de l'Atles català, tenen il·lustracions de nombroses referències religioses, així com una síntesi dels Mappae mundi medievals (amb Jerusalem situat prop del centre) i una descripció dels viatges de l'època, en particular el de Marco Polo Llibre de les meravelles i els viatges, i el viatge de Jehan de Mandevila. Moltes ciutats de l'Índia i de la Xina hi poden ser identificades. Els texts explicatius informen sobre els costums descrits per Marco Polo. Cresques, que sabia àrab, també va utilitzar les narracions del viatge de l'explorador marroquí Ibn Battuta. Representa La Meca amb una cúpula blava i mostra l'oració musulmana. El text al costat de la imatge diu:
| « | “Mecha. En esta ciutat es l'archa de Mafumet, proffeta dels sarrayns, los quals venan aci de totes lus regions en pelegrinatge e dien, pus an vista ten preciosa cossa, que no son dign de pus veser, e aqui els s'anbacinan la vista en reverencia de Mufumet”. | » |
| — Anàlisis d'una mostra cartogràfica representativa de l'Escola Mallorquina : l'Àtles Català. Jordi Gras Serra | |   |

Mentre que les àrees sota control musulmà estan marcades amb cúpules, Jerusalem està envoltada per representacions del Vell i el Nou Testament com el Jardí de l'Edén, la crucifixió, l'Arca de Noé i algunes altres.
La imatge de la caravana està acompanyada per la narració del viatge de Marco Polo:
| « | Heu de saber que els que desitgen creuar aquest desert romanen i lloguen durant tota una setmana en una ciutat anomenada Lop, on ells i els seus animals poden descansar. Llavors es posen en totes les disposicions que necessiten durant set mesos. | » |

 L'atles català va ser regalat a Carles VI de França, juntament amb una ampolleta, encara que ell finalment acabés expulsant a tots els Jueus de França el 1394.
L'Atles Català ara està guardat a la Biblioteca Nacional de França. Alguns altres mapes de Cresques van ser esmentats en els inventaris d'Espanya i França a la fi de 1387.
Jehuda Cresques va continuar amb la tradició del seu pare. Es va veure obligat a convertir-se al cristianisme el 1391. El seu nou nom de convers fou Jaume Ribes. Se'l coneixia com "el jueu buixoler" o "el jueu dels bruixoles". Jehuda va rebre l'ordre de traslladar-se a Barcelona, on va continuar el seu treball, com cartògraf de la cort. Més tard, va ser convidat a Portugal per Enrique el Navegant, però va seguir fent els seus mapes de tradició catalana (Mallorca), i per això aPortugal va rebre el sobrenom de "Mestre Jacome de Malhorca". Va ser el fundador de la famosa Escola de Sagres inici de l'era dels descobriments.

## Altres cartògrafs jueus
La majoria de membres de l'escola catalana (amb l'excepció dels Soler) eren jueus, ja fossin practicants o conversos. Com a resultat, l'escola va patir molt i finalment va expirar amb l'extensió de la conversió forçosa, amb expulsions per part de la Inquisició en els regnes de la península al segle xv.
Un altre famós cartògraf jueu fou Haym Ibn Risch. Es va veure obligat a convertir-se al cristianisme i va adoptar el nom de Joan de Vallsecha. Probablement fou el pare de Gabriel Vallsecha, autor d'un altre famós mapamundi, una més tard utilitzat per Amerigo Vespucci. Gabriel també va produir uns mapes molt precisos del Mar Negre i el Mediterrani. Un altre cartògraf jueu fou Macià de Viladestes. Un mapa destacat de Viladestes amb data 1413 està exposada amb orgull a la Bibliothèque Nationale de París. Finalment, les persecucions anti-jueves van posar el punt final a la famosa escola cartografia radicada a Mallorca tot i que l'escola de cartografia catalana va continuar existint amb families com els Martines o els Oliva-Olives que van treballar dos cents anys més, tant a la península com als diferents estats italians.

## Influència en la cartografia portuguesa
Diu Rey Pastor “..es imperdonable que escribieran sobre el tema sin leer a Barros, que claramente dice : ...mándou vir da ilha de Mallorca um mestre Jacome, homem mui douto na arte de navegar. que fasia e instrumentos náuticos e que Ihe custou muito pelo trazer a este reino para ensinar sua sciencia aos officiaes portuguezes d'aquella mester".
"Que (c. 1415) actuaba Jafuda Cresques como director de la Academia de Sagres, era cosa sabida de los historiadores hace más de un siglo, aunque no se habían identificado ambos cartógrafos: el de Mallorca y el de Sagres. Hasta entonces cabía (a base de gran ignorancia cartográfica) atribuir a la escuela del Infante, y no a él en persona, la invención de los portulanos; pero ¿qué sentido tenía eso al fundar hacia el 400 esa escuela o academia el emigrado Cresques, ya setentón y cansado de fabricar durante medio siglo planisferios para l'insaciable Pedro el ceremonioso y el heredero, también cartomaniático, Don Juan"
Diu que aquest fet ja el recull Pacheco Pereira de la següent forma:
| « | ..Muijos beneficios tem feytos o virtuoso Infante Dom Anrique a estes Reynos de Portugal, por que descubrió a ilha da Madeyra no anno de nosso senhor de mil CCCCXX, e ha mandau pouoar e mandou a Cicilia pellas canas de açuquar, ...; isso mesmo mandou á ilha de Malhorca por um mestre Jacome, mestre de cartas de marear, na qual ilha primeiramente se fezeram as ditas cartas, e com muitas dadiuas e mercés ho ouue nestes Reynos, ho qual as ensinou a fazer áquelles de que os que em nosso tempo viuem, aprendéram. | » |

## Cronologia de cartògrafs mallorquins
La llista cronològica de cartògrafs mallorquins és una relació exhaustiva dels mestres de cartes de navegar mallorquins, o que treballaren a Mallorca, representats gràficament amb l'objectiu de visualitzar la seva cronologia vital documentada, no necessàriament exercint l'ofici - com és el cas de Cresques Abraham que està documentat per primera vegada el 1350, però que fins al 1368 no se'l designa com a mestre de mapamundis - i el seu origen ètnic o nacional, reflectit pel color, d'interès per poder resseguir els diferents patrons cartogràfics que les sagues de cartògrafs mallorquins desenvoluparen.

## Instruccions de les cartes de navegar
Una carta de navegar només és útil si se sap fer servir correctament. Deixant de banda els detalls de la navegació medieval per estima, els aspectes teòrics de la carta de navegar devien estar exposats en dues obres catalanes incomprensiblement perdudes:
- Ars navigandi de Ramon Llull
- Libre sobre la carta de navegar, escrit en paper de Xàtiva i que figurava a la biblioteca de Pere el Cerimoniós, segons Navarrete.[37] En el camp de la cartografia medieval es tracta d'una obra única, sense cap altre tractat contemporani de la seva mena documentat.